# Caribarctia cardinalis
Caribarctia cardinalis är en fjärilsart som beskrevs av Ferguson 1985. Caribarctia cardinalis ingår i släktet Caribarctia och familjen björnspinnare. Inga underarter finns listade i Catalogue of Life.